# Handball en Allemagne
L'Allemagne est, avec le Danemark, le berceau du handball. Encore aujourd'hui, il fait partie des principaux sports du pays tant chez les hommes, qui possèdent le championnat le plus relevé du monde et une équipe figurant parmi les meilleures équipes nationales par le passé, que chez les femmes avec une équipe nationale qui là aussi a été très réputée par le passé.
Aujourd'hui, le handball est un sport d'équipe majeur et regardé dans toute l'Allemagne. La Bundesliga est considérée comme la ligue la plus compétitive des ligues professionnelles dans le monde. Ce sport est populaire dans les petites villes se trouvant au travers du pays et attire autant d'attention que le hockey sur glace ou le basket-ball. L'équipe nationale masculine a remporté le championnat du monde en 1978 et en tant qu'hôte en 1938 et en 2007.
Bien que le handball est considéré comme un sport important dans tout le pays, la Bavière est la région qui s'y intéresse le moins, la DHB, décide d'organiser chaque année la Supercoupe d'Allemagne à Munich pour promouvoir ce sport, le premier club de Bavière est le modeste club du HC Erlangen.

## Histoire

### Le débuts des premiers matchs officiels à la première édition du championnat
Le premier match officiel de l'ère moderne a été joué le 29 octobre 1917 à Berlin, en Allemagne alors que le premier match international a été joué le 3 septembre 1925 entre l'Allemagne et l'Autriche. 
En 1938 a eu lieu la première édition du Championnat du monde à Berlin, cette édition vit l'Allemagne remporter son premier titre devant l'Autriche, le Danemark et la Suède.

## Palmarès des sélections nationales
Le palmarès comprend les différentes équipes allemandes : Allemagne de l'Ouest (RFA), Allemagne de l'Est (RDA), Allemagne réunifiée.

### Équipe d'Allemagne masculine
Handball à sept
| Jeux olympiques - (1980RDA) - (1984, 2004) - (2016) | Championnats du monde - (1938, 1970RDA, 1974RDA, 1978, 2007) - (1954, 2003) - (1958, 1978RDA, 1986RDA) | Championnats d'Europe - (2004, 2016) - (2002) - (1998) |

Handball à onze
| Jeux olympiques - (1936) | Championnats du monde - (1938, 1952, 1955, 1959, 1963RDA, 1966) - (1966RDA) |

### Équipe d'Allemagne féminine
Handball à sept
| Jeux olympiques - (1976RDA) - (1980RDA) | Championnat du monde - (1971RDA, 1975RDA, 1978RDA, 1993) - (1965, 1990RDA, 1997 et 2007) | Championnats d'Europe - (1994) |

Handball à onze
Championnat du monde
- (1956)
- (1960)

## Palmarès des clubs allemands masculins
Le Championnat masculin, nommée « Bundesliga » , rassemble l'élite des clubs masculins allemand. Fondé en 1948. Le THW Kiel est le club le plus titré de la compétition avec vingt championnats remportés.

### Structure du handball de club en Allemagne
| Niveau | Division                     | Division                      | Division                    | Division                    |
| ------ | ---------------------------- | ----------------------------- | --------------------------- | --------------------------- |
| 1      | 1.Bundesliga 18 équipes      | 1.Bundesliga 18 équipes       | 1.Bundesliga 18 équipes     | 1.Bundesliga 18 équipes     |
| 2      | 2.Bundesliga 20 équipes      | 2.Bundesliga 20 équipes       | 2.Bundesliga 20 équipes     | 2.Bundesliga 20 équipes     |
| 3      | 3.Liga Poule Nord 16 équipes | 3.Liga Poule Ouest 16 équipes | 3.Liga Poule Est 16 équipes | 3.Liga Poule Sud 16 équipes |

### Bilan en compétitions nationales
| Rang | Club                   | Titres | Années victorieuses |
| ---- | ---------------------- | ------ | --- |
| 1    | THW Kiel               | 21     | 1957, 1962, 1963, 1994, 1995, 1996, 1998, 1999, 2000, 2002, 2005, 2006, 2007, 2008, 2009, 2010, 2012, 2013, 2014, 2015, 2020, 2021 |
| 2    | VfL Gummersbach        | 12     | 1966, 1967, 1969, 1973, 1974, 1975, 1976, 1982, 1983, 1985, 1988 et 1991                                                           |
| 3    | Frisch Auf Göppingen   | 09     | 1954, 1955, 1958, 1959, 1960, 1961, 1965, 1970 et 1972                                                                             |
| 4    | TV Großwallstadt       | 06     | 1978, 1979, 1980, 1981, 1984 et 1990                                                                                               |
| 5    | SV Polizei Hambourg    | 04     | 1950, 1951, 1952 et 1953 |
| 6    | TuSEM Essen            | 03     | 1986, 1987 et 1989 |
| 6    | SG Flensburg-Handewitt | 03     | 2004, 2018, 2019 |
| 8    | Berliner SV 1892*      | 02     | 1956 et 1964 |
| 8    | GWD Minden             | 02     | 1971 et 1977 |
| 8    | SG Wallau-Massenheim   | 02     | 1992 et 1993 |
| 8    | TBV Lemgo              | 02     | 1997 et 2003 |
| 8    | Rhein-Neckar Löwen     | 02     | 2016, 2017 |
| 8    | SC Magdebourg          | 02     | 2001, 2022 |
| 14   | SG Leutershausen       | 01     | 1968 |
| 14   | HSV Hambourg           | 01     | 2011 |

| Rang | Club                     | Finales gagnées | Finales gagnées                                                       | Finales perdues | Finales perdues                                      |
| Rang | Club                     | Nombre          | Années                                                                | Nombre          | Années                                               |
| ---- | ------------------------ | --------------- | --------------------------------------------------------------------- | --------------- | ---------------------------------------------------- |
| 1    | THW Kiel                 | 11              | 1998, 1999, 2000, 2007, 2008, 2009, 2011, 2012, 2013, 2017 2019, 2022 | 3               | 1979, 1990, 2005                                     |
| 2    | VfL Gummersbach          | 5               | 1977, 1978, 1982, 1983, 1985                                          | 3               | 1986, 1989, 2009                                     |
| 3    | SG Flensburg-Handewitt   | 4               | 2003, 2004, 2005, 2015                                                | 9               | 1992, 1994, 2000, 2011, 2012, 2013, 2014, 2016, 2017 |
| 4    | TV Großwallstadt         | 4               | 1980, 1984, 1987, 1989                                                | 2               | 1982, 1985                                           |
| 6    | TBV Lemgo                | 4               | 1995, 1997, 2002, 2020                                                | 1               | 1999                                                 |
| 5    | TUSEM Essen              | 3               | 1988, 1991, 1992                                                      | 3               | 1983, 1996, 2003                                     |
| 7    | GWD Minden               | 3               | 1975, 1976, 1979                                                      | 0               | -                                                    |
| 8    | HSV Hambourg             | 2               | 2006, 2010                                                            | 2               | 2004, 2008                                           |
| 8    | SC Magdebourg            | 2               | 1996, 2016                                                            | 4               | 2002, 2015, 2019, 2022                               |
| 10   | SG Wallau-Massenheim     | 2               | 1993, 1994                                                            | 1               | 1988                                                 |
| 11   | Rhein-Neckar Löwen T     | 1               | 2018                                                                  | 3               | 2006, 2007, 2010                                     |
| 12   | TuS Nettelstedt-Lübbecke | 1               | 1981                                                                  | 1               | 1980                                                 |
| 12   | Füchse Berlin            | 1               | 2014                                                                  | 1               | 1984                                                 |
| 14   | MTSV Schwabing           | 1               | 1986                                                                  | 0               | -                                                    |
| 14   | TSV Milbertshofen        | 1               | 1990                                                                  | 0               | -                                                    |
| 14   | VfL Bad Schwartau        | 1               | 2001                                                                  | 0               | -                                                    |

### Coupes d'Europe
Historiquement, l'Allemagne est, avec l'Espagne, le championnat le plus relevé au monde et le plus titré sur la scène européenne avec un total de 22 Ligues des champions (C1), 12 Coupes des vainqueurs de Coupe (C2) et 28 Ligues européenne/Coupes de l'EHF (C3) dont, en 2025, une 24e victoire lors des 28 dernières éditions.
| - Ligue des champions (C1) (22) - VfL Gummersbach (5) : 1967, 1970, 1971, 1974 et 1983 - SC Magdebourg (5) : 1978, 1981, 2002, 2023, 2025 - THW Kiel (4) : 2007, 2010, 2012, 2020 - Frisch Auf Göppingen (2) : 1960, 1962 - TV Großwallstadt (2) : 1979 et 1980 - SC DHfK Leipzig (1) : 1966 - ASKV Francfort/Oder (1) : 1975 - HSV Hambourg (1) : 2013 - SG Flensburg-Handewitt (1) : 2014 - Coupe d'Europe des vainqueurs de Coupe (C2) (12) - VfL Gummersbach (4) : 1978, 1979, 2010, 2011 - SG Flensburg-Handewitt (2) : 2001, 2012 - TuS Nettelstedt (1) : 1981 - SC Empor Rostock (1) : 1982 - TUSEM Essen (1) : 1989 - TSV Milbertshofen (1) : 1991 - TBV Lemgo (1) : 1996 - HSV Hambourg (1) : 2007 | - Ligue européenne/Coupe de l'IHF/EHF (C3) (28) - Frisch Auf Göppingen (4) : 2011, 2012, 2016, 2017 - THW Kiel (4) : 1998, 2002 et 2004, 2019 - SC Magdebourg (4) : 1999, 2001, 2007, 2021 - SG Flensburg-Handewitt (3) : 1997, 2024, 2025 - TBV Lemgo (2) : 2006, 2010 - VfL Gummersbach (2) : 1982, 2009 - Füchse Berlin (3) : 2015, 2018, 2023 - TV Großwallstadt (1) : 1984 - TuRU Düsseldorf (1) : 1989 - SG Wallau-Massenheim (1) : 1992 - TUSEM Essen (1) : 2005 - HSG Nordhorn (1) : 2008 - Rhein-Neckar Löwen (1) : 2013 - Coupe des Villes (C4) (6) - TuS Nettelstedt (2) : 1997, 1998 - TUSEM Essen (1) : 1994 - TV Niederwürzbach (1) : 1995 - SG Flensburg-Handewitt (1) : 1999 - TV Großwallstadt (1) : 2000 |

## Palmarès des clubs allemands féminins
Le Championnat féminin, nommée « Bundesliga » , rassemble l'élite des clubs féminin allemand. Fondé en 1957. Le TSV Bayer 04 Leverkusen est le club le plus titré de la compétition avec onze championnats remportés.

### Structure du handball de club en Allemagne
| Niveau | Division                | Division                | Division                | Division                | Division                | Division                | Division                | Division                |
| ------ | ----------------------- | ----------------------- | ----------------------- | ----------------------- | ----------------------- | ----------------------- | ----------------------- | ----------------------- |
| 1      | 1.Bundesliga 14 équipes | 1.Bundesliga 14 équipes | 1.Bundesliga 14 équipes | 1.Bundesliga 14 équipes | 1.Bundesliga 14 équipes | 1.Bundesliga 14 équipes | 1.Bundesliga 14 équipes | 1.Bundesliga 14 équipes |
| 2      | 2.Bundesliga 16 équipes | 2.Bundesliga 16 équipes | 2.Bundesliga 16 équipes | 2.Bundesliga 16 équipes | 2.Bundesliga 16 équipes | 2.Bundesliga 16 équipes | 2.Bundesliga 16 équipes | 2.Bundesliga 16 équipes |

### Bilan en compétitions nationales
| Rang  | Club                    | Titres | Saisons                                                          |
| ----- | ----------------------- | ------ | ---------------------------------------------------------------- |
| 1     | TSV Bayer 04 Leverkusen | 11     | 1965, 1966, 1974, 1979, 1980, 1982, 1983, 1984, 1985, 1986, 1987 |
| 2     | TV Lützellinden         | 7      | 1988, 1989, 1990, 1993, 1997, 2000, 2001                         |
| 2     | Thüringer HC            | 7      | 2011, 2012, 2013, 2014, 2015, 2016, 2018                         |
| 4     | 1. FC Nürnberg          | 6      | 1964, 1969, 1970, 2005, 2007, 2008                               |
| 4     | VfB/HC Leipzig          | 6      | 1998, 1999, 2002, 2006, 2009, 2010                               |
| 6     | TuS Walle Brême         | 5      | 1991, 1992, 1994, 1995, 1996                                     |
| 7     | Eimsbütteler TV         | 4      | 11958, 1959, 1963, 1967                                          |
| 7     | TuS Eintracht Minden    | 4      | 1973, 1975, 1976, 1978                                           |
| 9     | RSV Mülheim             | 2      | 1960, 1961                                                       |
| 9     | Union 03 Altona         | 2      | 1968, 1972                                                       |
| 9     | SG BBM Bietigheim       | 2      | 2017, 2019, 2022                                                 |
| 12    | SSC Südwest 1947        | 1      | 1962                                                             |
| 12    | Holstein Kiel           | 1      | 1971                                                             |
| 12    | TSV GutsMuths Berlin    | 1      | 1977                                                             |
| 12    | Grün-Weiß Francfort     | 1      | 1981                                                             |
| 12    | DJK/MJC Trier           | 1      | 2003                                                             |
| 12    | Frankfurter HC          | 1      | 2004                                                             |
| 12    | Borussia Dortmund       | 1      | 2021                                                             |
| -     | Non décerné             | 1      | 2020                                                             |
| Total | Total                   | 63     | 1958-2020                                                        |

### Coupes d'Europe
| - Ligue des Champions (4) - HC Leipzig (2) : 1966, 1974 - TSC Berlin (1) : 1978 - TV Lützellinden 1904 e.V. (1) : 1991 - Coupe de l'IHF/Coupe de l'EHF (4) - ASKV Francfort/Oder (2) : 1985, 1990 - HC Leipzig (2) : 1986, 1992 - SG BBM Bietigheim (1) : 2022 | - Coupe d'Europe des vainqueurs de Coupe (5) - TSC Berlin (2) : 1977, 1979 - TV Lützellinden 1904 e.V. (2) : 1993, 1996 - TuS Walle Brême (1) : 1994 - Coupe Challenge (7) - Buxtehuder SV (2) : 1994, 2010 - Frankfurter HC (1) : 1997 - Borussia Dortmund (1) : 2003 - 1. FC Nürnberg Handball (1) : 2004 - TSV Bayer 04 Leverkusen (1) : 2005 - VfL Oldenburg (1) : 2008 |

## Personnalités
Six personnalités du handball ont été inscrits au Temple de la renommée du sport allemand (de) :
- Willi Daume (de) (dirigeant), le 28 avril 2006 ;
- Heiner Brand, le 25 mai 2007 ;
- Bernhard Kempa, le 11 mai 2011 ;
- Joachim Deckarm, le 31 mai 2013 ;
- Kristina Richter, le 16 mai 2016 ;
- Erhard Wunderlich, le 16 mai 2016.

### Joueurs célèbres
Bien que les clubs allemands soient les clubs les plus importants d'Europe comme en témoignent les 56 coupes d'Europe remportées, peu de joueurs allemands figurent parmi les meilleurs joueurs du monde. Ainsi, seuls deux ont été élus meilleur handballeur mondial de l'année
- Henning Fritz, élu en 2004 avec le THW Kiel
- Daniel Stephan, élu en 1998 avec le TBV Lemgo

Parmi les autres personnalités allemandes célèbres, on peut citer :
- Markus Baur
- Heiner Brand, sélectionneur entre 1997 et 2011
- Uwe Gensheimer
- Florian Kehrmann, 2e Meilleur handballeur mondial de l'année en 2006 derrière Ivano Balić, handballeur allemand de l'année en 2003, 2005, 2006
- Bernhard Kempa, Monsieur handball
- Stefan Kretzschmar, élu meilleur ailier gauche des 20 ans de la Ligue des champions entre 1993 et 2013
- Klaus-Dieter Petersen (de), plus de 300 sélection
- Christian Schwarzer, plus de 300 sélection
- Andreas Thiel, nommé dans l'élection du meilleur gardien de but de tous les temps, 7 fois élu meilleur handballeur de l'année en Allemagne
- Frank-Michael Wahl (de), plus de 300 sélection
- Erhard Wunderlich, élu handballeur allemand du XXe siècle.
- Volker Zerbe

### Joueursnaturalisés allemands
- Andrej Klimovets en 2004
- Oleg Velyky en 2004
- Bogdan Wenta en 1996

### Joueurs allemands ayant joué dans un championnat étranger
Peu de joueurs majeurs allemands ont évolué en dehors d'Allemagne. Parmi ceux-ci, on trouve :
| Joueur                | Arrivée          | Départ | Club(s)                                        |
| --------------------- | ---------------- | ------ | ---------------------------------------------- |
| Erhard Wunderlich     | 1983             | 1984   | FC Barcelone                                   |
| Andreas Rastner (de)  | 1997             | 1998   | CB Cantabria                                   |
| Christian Schwarzer   | 1999             | 2001   | FC Barcelone                                   |
| Henning Wiechers (de) | 2001             | 2002   | BM Ciudad Real                                 |
| Christian Zeitz       | 2014             | 2016   | Veszprém KSE                                   |
| Tobias Reichmann      | 2014             | 2017   | KS Kielce                                      |
| Dominik Klein         | 2016             | 2018   | HBC Nantes                                     |
| Uwe Gensheimer        | 2016             | 2019   | Paris Saint-Germain                            |
| Christian Dissinger   | depuis 2011      | -      | nombreux clubs dont Vardar, Dinamo Bucarest... |
| Andreas Wolff         | 2019             | 2024   | KS Kielce                                      |
| Juri Knorr            | à partir de 2025 | (2028) | Aalborg Håndbold                               |

### Joueurs français ayant évolué en Allemagne
Depuis les années 1990 et l'arrêt Bosman, plusieurs joueurs français ont évolué dans des clubs allemands. Parmi les premiers à passer la frontière en 1996, on trouve Frédéric Volle, Marc Wiltberger, Stéphane Stoecklin (meilleur buteur du Championnat d'Allemagne en 1998 avec 207 buts en 28 matchs) ou encore Jackson Richardson. Contrairement aux clubs français, les clubs allemands sont alors beaucoup mieux structurés et pouvaient prétendre à gagner une Coupe d'Europe. 
D'autres joueurs, avec plus ou moins de succès, ont suivi ces précurseurs : Christian Gaudin, Joël Abati et Guéric Kervadec (Abati et Kervadec font partie du cercle très fermé des membres du Hall of Fame du SC Magdebourg), François-Xavier Houlet au VfL Gummersbach, Daniel Narcisse, Thierry Omeyer et Nikola Karabatic (élu meilleur joueur de la saison en 2007 et 2008) au THW Kiel ou encore les frères Bertrand et Guillaume Gille au HSV Hambourg de 2002 à 2012. 
En 2018, après le départ de Kentin Mahé du SG Flensburg-Handewitt pour le Veszprém KSE, plus aucun français n'évolue en Allemagne.

### Joueuses célèbres
- Anja Althaus
- Grit Jurack
- Nadine Krause élue meilleure handballeuse mondiale de l'année en 2006 avec le TSV Bayer 04 Leverkusen
- Roswitha Krause
- Waltraud Kretzschmar
- Clara Woltering

## Événements organisés en Allemagne
| Compétitions masculines - Jeux olympiques de 1936 à Berlin - Championnat du monde 1938 - Championnat du monde à onze 1938 - Championnat du monde de 1958 - Championnat du mondede 1961 - Jeux olympiques de 1972 à Munich | - Championnat du monde 1974 - Championnat du monde 1982 - Championnat du monde 2007 - Championnat du monde 2019 - Finale à quatre de la Ligue des champions depuis 2010 - Finale à quatre de la Coupe de l'EHF en 2014, 2015, 2017 et 2018 | Compétitions féminines - Championnat du monde 1965 - Championnat d'Europe 1994 - Championnat du monde 1997 - Championnat du monde 2017 |

## Infrastructures

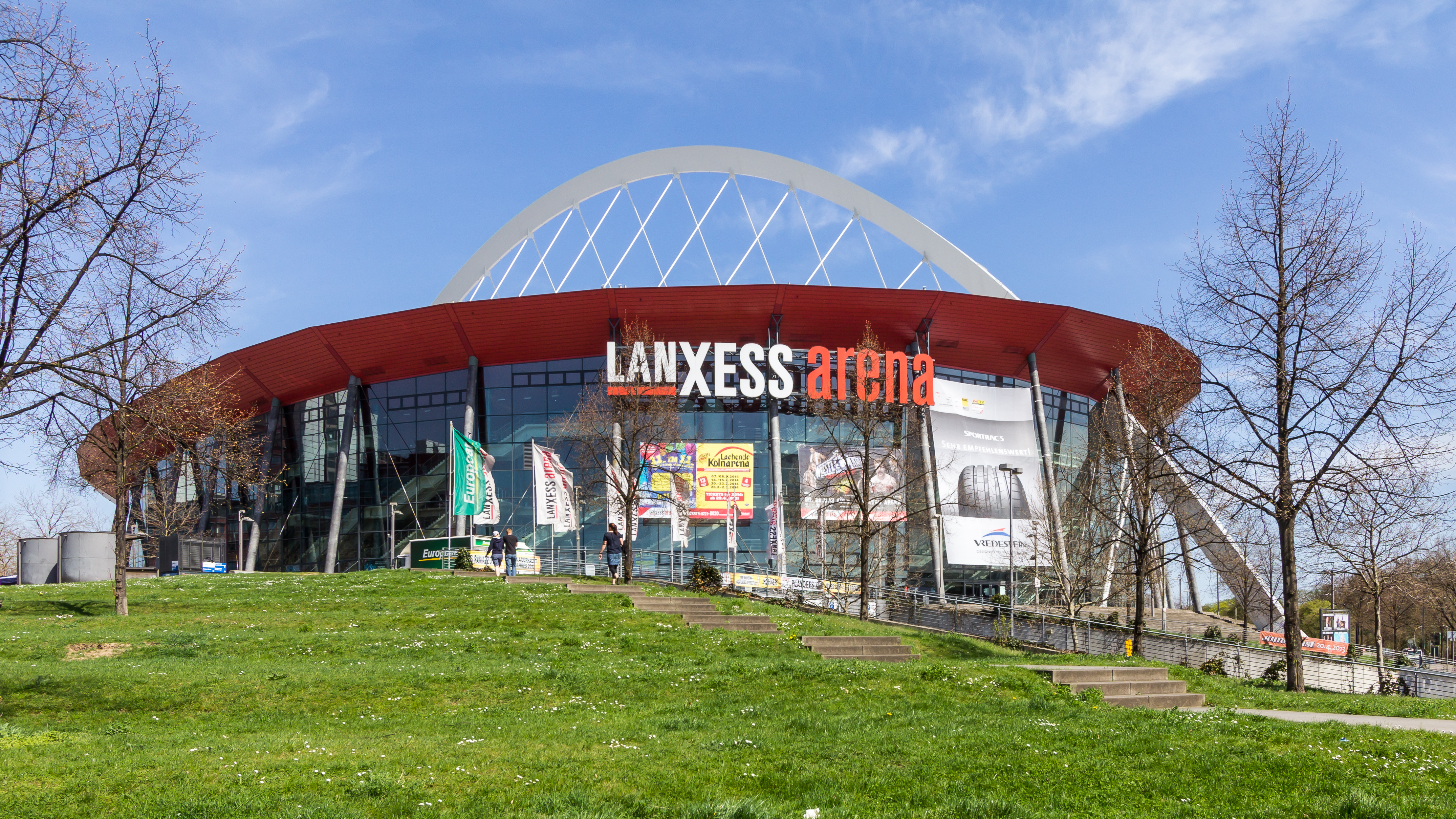
La Lanxess Arena de Cologne (19 500 places).
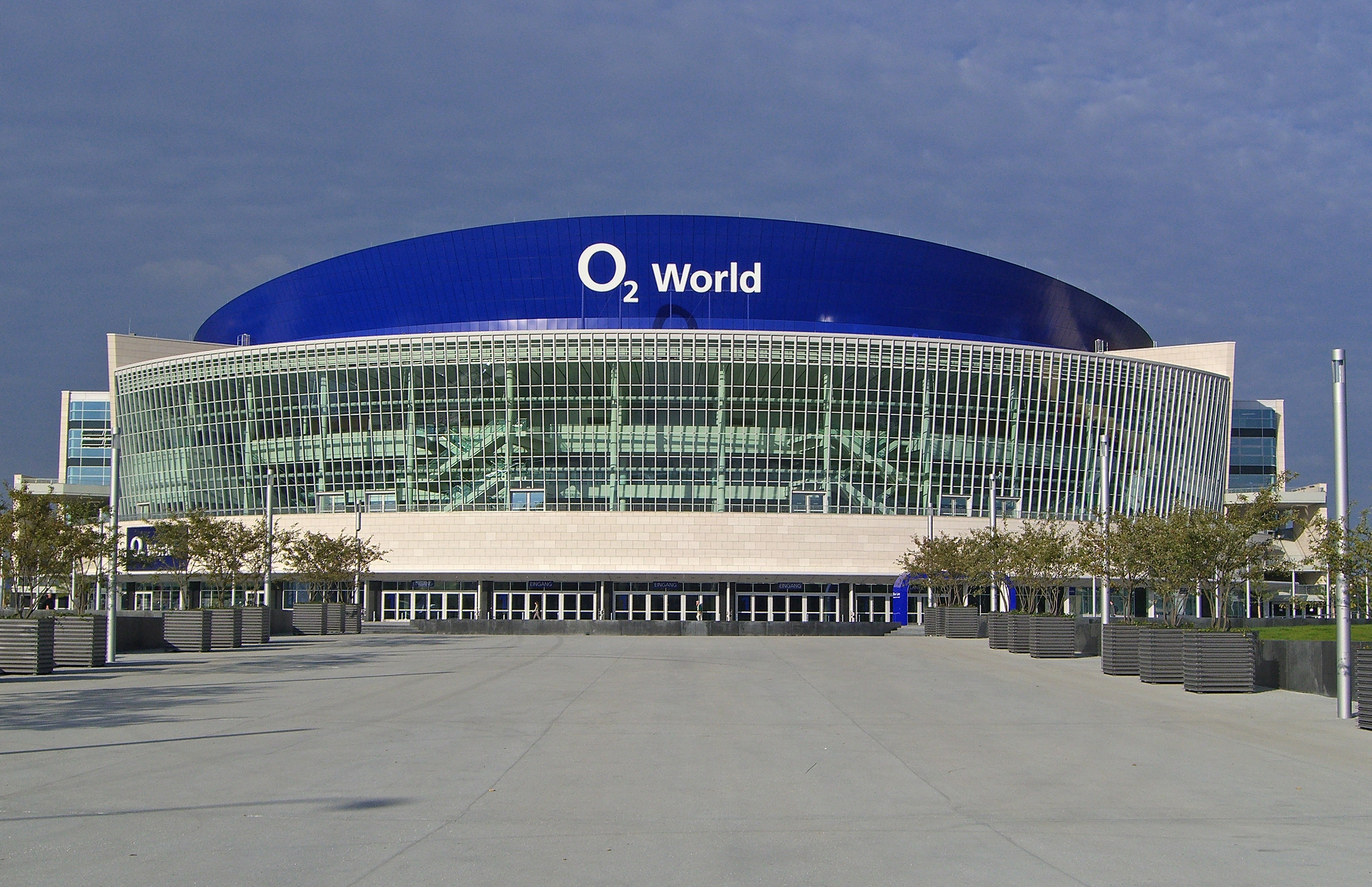
L' O2 World de Berlin (15 000 places).
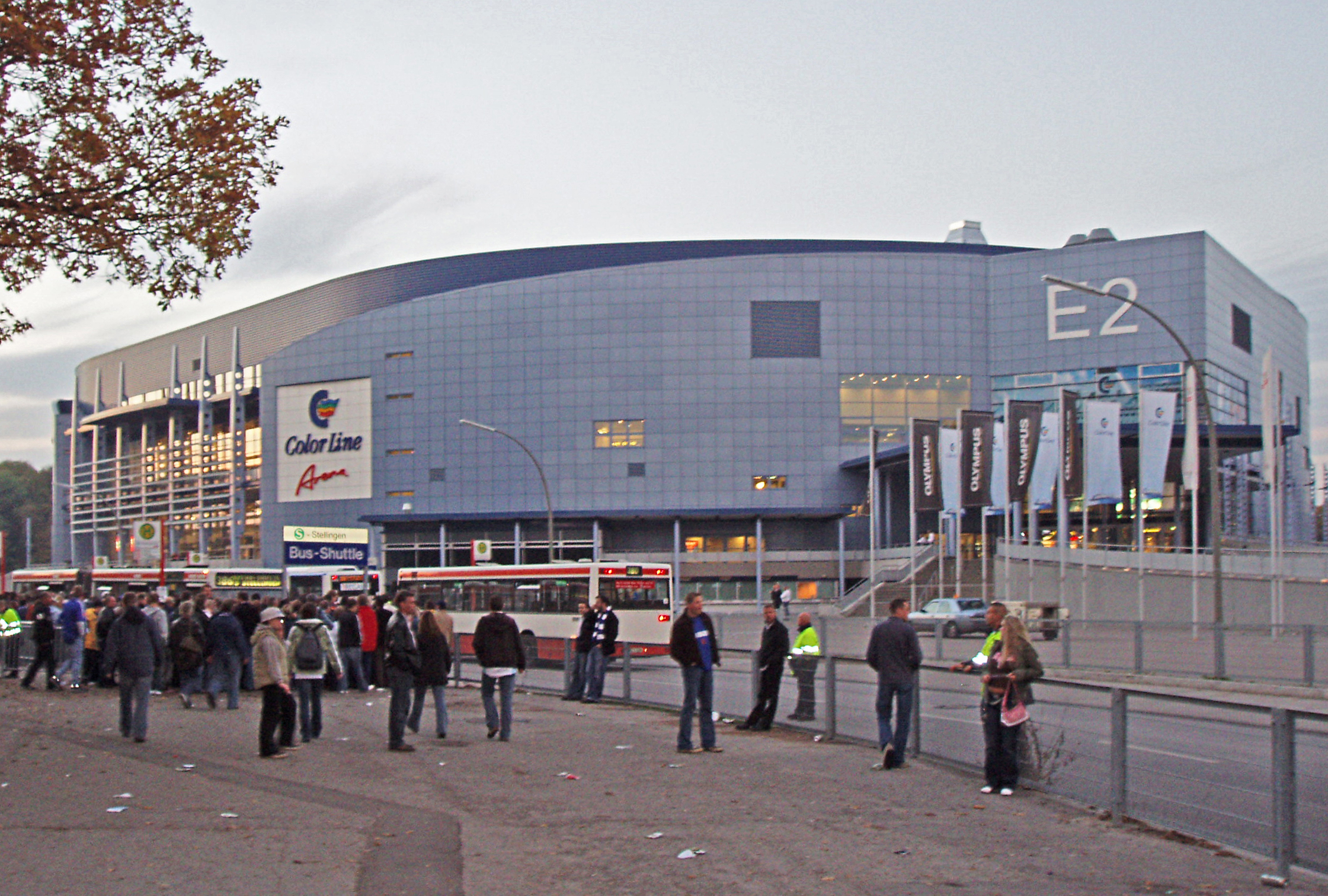
La O2 World Hamburg de Hambourg (13 800 places).
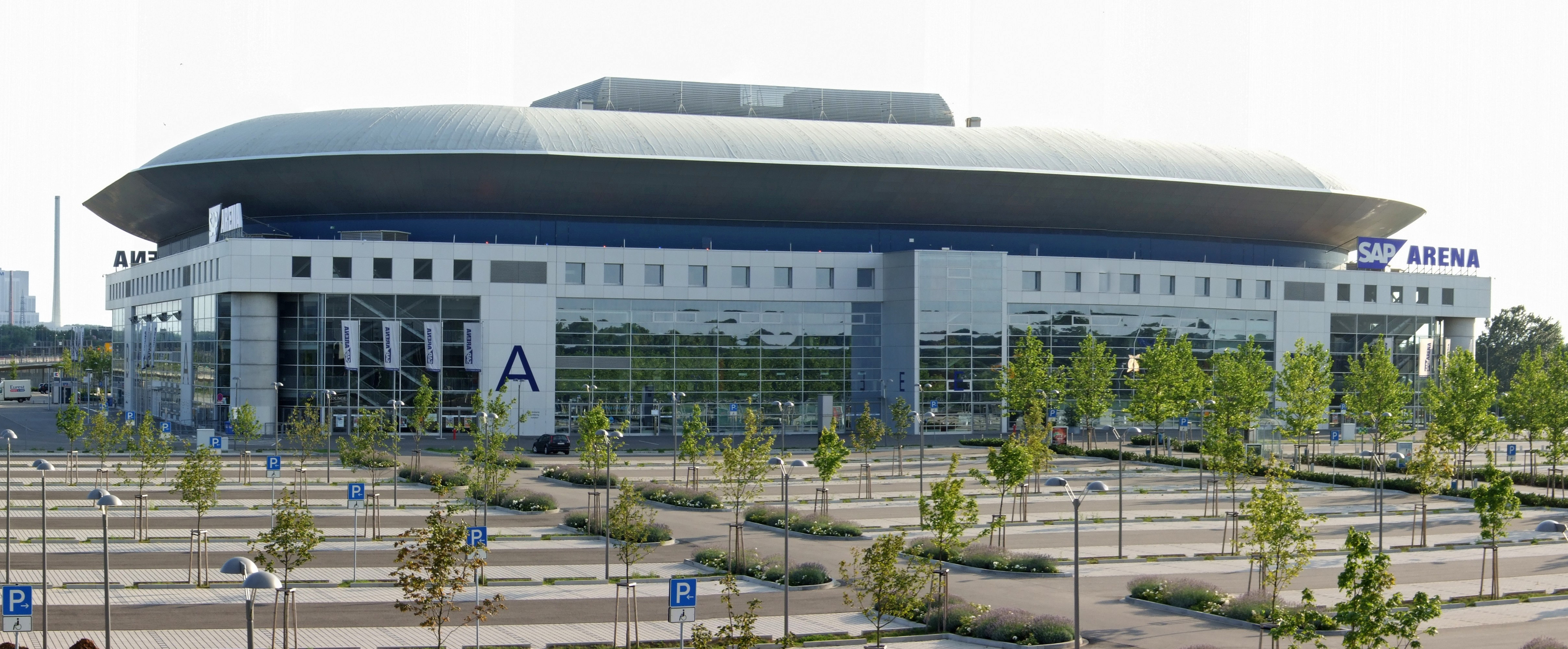
La SAP Arena de Mannheim  (13 200 places).
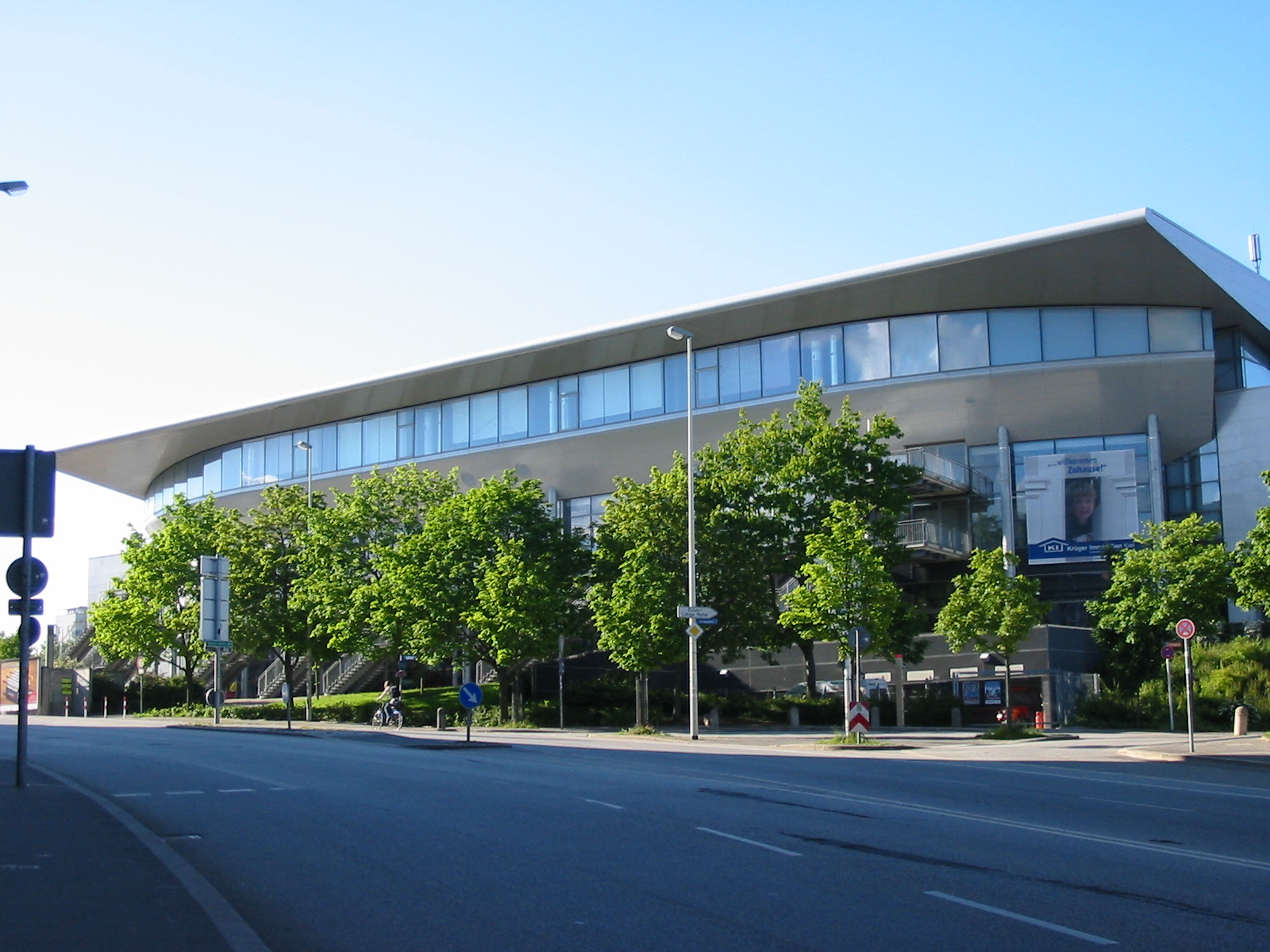
La Sparkassen-Arena de Kiel (10 250 places).
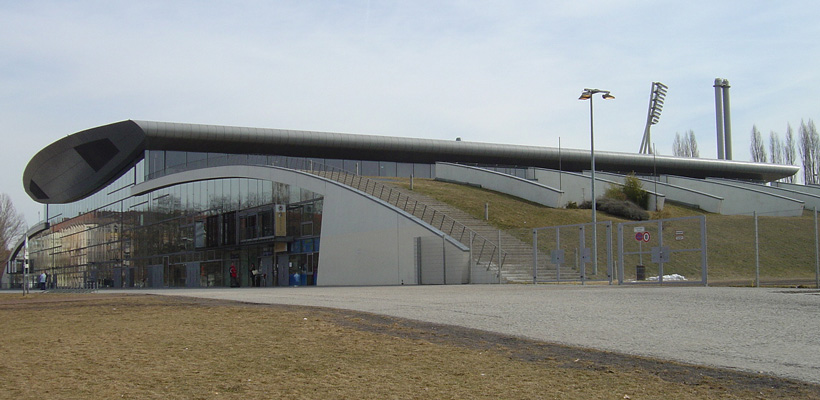
La Max Schmeling-Halle de Berlin (8 500 places).